# Jean-Jacques Cloquet
Pour les articles homonymes, voir Cloquet.
Jean-Jacques Cloquet (La Louvière, le 31 juillet 1960) est un ingénieur civil, joueur de football professionnel, gestionnaire de sociétés et homme politique belge. En 2023, il s'engage en politique au sein du parti politique Les Engagés et est élu au Parlement wallon en juin 2024.

## Biographie
Jean-Jacques Cloquet est le fils de Paul Cloquet et de Josée Marcq. La famille Cloquet vit à Houdeng-Goegnies dans la région du Centre puis déménage à Nalinnes au sud de Charleroi. Le père de Jean-Jacques Cloquet a en effet trouvé une situation aux Ateliers de construction électrique de Charleroi (ACEC). Jean-Jacques Cloquet se marie à deux reprises et a une famille recomposée de sept enfants issue de ses deux unions.
Dans sa jeunesse, Jean-Jacques Cloquet, vit dans un milieu familial imprégné de football dans la région du Centre. Il débute le football au poste de défenseur dans sa ville natale puis à Nalinnes. Rapidement repéré, il signe au Royal Charleroi Sporting Club alors qu'il n'a que 15 ans. Sa première saison est marquée par la participation à la Finale de la Coupe de Belgique, perdue (2-0) contre Beveren. Il joue pendant six saisons. Si en 1979, le club se maintient au milieu du tableau, il ne peut éviter la relégation en 1980. Cloquet accompagne les « Zèbres » en division 2. Les saisons défilent et le « matricule 22 » n'est jamais dans le coup pour espérer revenir en D1: 6e, 11e, 10e puis 6e. En 1985, c'est enfin l'éclaircie dans la grisaille. Le Sporting carolo est de retour parmi l'élite du football belge.Un retour dont n'est pas J-J. Cloquet qui retourne à la RAA Louviéroise où il termine sa carrière, deux ans plus tard.
Tout en jouant au plus haut niveau, il poursuit des études universitaires et obtient le diplôme d'ingénieur civil électricien, option énergie à la Faculté Polytechnique de Mons en 1983. De 1984 à 2003, J-J. Cloquet travaille pour les Usines Solvay de Jemeppe-sur-Sambre, étant nommé directeur de l’unité opérationnelle Benelux et de la direction européenne de la promotion du PVC. Il retourne dans le monde du football de 2003 à 2004, quand il devient directeur du RCSC Charleroi.  De 2005 à 2007, il est directeur technique de « La Carolorégienne », société de logements sociaux. En 2007, J.-J. Cloquet entre à l'aéroport de Charleroi comme administrateur indépendant avec pour but de développer le département des revenus non liés à l’aviation (restauration, parkings, etc.). Il gravit les échelons, devenant membre du personnel à part entière en 2008, puis directeur commercial non-aviation (2009). En 2010, il occupe le poste de directeur des ressources humaines et finalement est nommé administrateur délégué de l'entreprise à la fin 2012. Il quitte son poste d'administrateur délégué de l'aéroport de Charleroi en décembre 2018 tout en restant membre du conseil d'administration jusqu'en juin 2021,.
Il devient, le 7 janvier 2019, le nouveau directeur opérationnel et commercial du parc zoologique Pairi Daiza, fonction qu'il quitte en juillet 2021.
Il rejoint le parti politique Les Engagés en septembre 2023. Il est élu de l'arrondissement électoral Charleroi-Thuin au Parlement wallon  et au Parlement de la Fédération Wallonie Bruxelles lors des élections régionales belges de juin 2024. Il y est membre de la Commission de l'énergie, du climat et du logement.
Outre ces responsabilités professionnelles, il est membre du conseil d'administration de l'ASBL des Lacs de l'Eau d'Heure, administrateur de la CPH Banque, de la SA Thomas & Piron, coprésident puis administrateur du club des Spirou Charleroi Basket Club et de la SA Web property services.

## Palmarès
- Finaliste de la Coupe de Belgique 1978 avec le R. Charleroi SC.
- Vainqueur du Tour final de Division 2 en 1985 avec le R. Charleroi SC.

## Distinctions
En 2019, le magazine Trends-Tendance le désigne comme « Manager de l'année ».
La distinction honorifique suivante lui a été décernée en 2019 :
- Officier du Mérite wallon (O.M.W.).

## Sources et Liens externes
- Entretien de J-J. Cloquet avec le Bulletin d'information de la Commune de Walcourt, le 09/12/2012